# Кашива Рейсол
Кашива Рейсол (на японски: 柏レイソル) е японски футболен клуб от град Кашива. През 2011 година е активен участник в Първа дивизия на Джей лигата.
Основан е през 1940 година в Коганеи, Токио, под името Футболен клуб Хитачи ООД. Той е един от учредителите на Японската футболна лига (ЯФЛ). Има известен успех в средата на 70-те, печели няколко Купи на императора и титли в ЯФЛ. Няколко от неговите играчи попадат и в националния отбор на страната.
През 1986 година клубът се мести от Коганеи в Кашива, но минава известно време, преди той да се адаптира към новия си град. В края на сезона дори изпадат във Втора дивизия. През 1989 се завръща в майсторската група, после отново изпада през 1990 и се завръща през 1991. ЯФЛ се преобразува в т.нар. Джей лига през 1992 година, но Хитачи няма достатъчно време да се подготви и избира да изпадне.
Клубът се присъединява към Втора дивизия на Джей лигата (която от 1992 до 1998 носи името Японска футболна лига, т.е. същото име, с което е известна старата Първа дивизия) през 1992 година. Той купува 32-годишния Карека от Наполи през същата година с надеждата да спечели Втора дивизия и да извоюва промоция за по-горния клас. Това става едва през 1994, когато отборът завършва на 2-ро място. От тази година до 2011 клубът, с изключение на 2006 и 2010, е неизменно в Първа дивизия на Джей лигата. През 1998 за старши треньор е назначен Акира Нишино, който преди това води Олимпийския отбор на Япония на Игрите в Атланта през 1996. През 1999 печели първата си титла — Купата на Джей лигата (известна още като Купа Набиско). 1999 и 2000 година са едни от върховите моменти в най-новата история на клуба. Христо Стоичков играе в отбора по и около това време, от 1998 до 1999 година.

## Български футболисти
- Христо Стоичков: 1998/99 - (28 мача - 13 гола)